# Uruguayi labdarúgó-válogatott
Az uruguayi labdarúgó-válogatott Uruguay nemzeti labdarúgó csapata, amit az uruguayi labdarúgó-szövetség (spanyolul:Asociación Uruguaya de Fútbol) irányít.
Az uruguayi válogatott az egyik legsikeresebb csapat a világon: kétszer nyerték meg a labdarúgó-világbajnokságot, kétszer szereztek olimpiai aranyat (1924-ben és 1928-ban), a Copa América serlegét pedig 15 alkalommal hódították el (legutoljára 2011-ben), mindemellett az 1980-as Mundialitót is megnyerték, amit a labdarúgó-világbajnokságok 50. évfordulója alkalmából rendeztek meg.
Uruguay volt a rendezője és egyben győztese az 1930-as világbajnokságnak, ahol a döntőben 4–2-re győzték le Argentínát. Ugyancsak megnyerték az 1950-es világbajnokságot, amikor a házigazda Brazíliát verték 2–1-re.
Mindazonáltal, Uruguay a 20. század második felében már nem képviselt jelentős játékerőt. 2010-ben a dél-afrikai világbajnokságon emlékezetes játékával a 4. helyet szerezte meg a válogatott, ezzel a legsikeresebb dél-amerikai szereplője lett a tornának.

## A válogatott története

### Korai sikeres évek (1901–1950)
Az uruguayi válogatott első mérkőzését 1901. május 16-án játszotta Argentína ellen. Ez a két ország tartja az egymás ellen játszott válogatott mérkőzések számának rekordját. 1916-ot megelőzően több mint 30 mérkőzésen léptek pályára és egyetlen kivétellel, mindig Argentína volt az ellenfél. A legelső 1916-os Dél-amerikai bajnokságon Chilét és Brazíliát legyőzték, Argentínával pedig döntetlent játszottak, ezzel megnyerték a tornát. Egy évvel később Uruguay rendezte a sorozatot és minden mérkőzését megnyerve megvédte címét. Az Dél-amerikai bajnokság volt az uruk első vesztes tornája, miután hosszabbításban 1–0-s vereséget szenvedtek Brazíliától. Ezt követően 1920-ban, 1923-ban, 1924-ben és 1926-ban is megnyerték a kontinentális sorozatot.

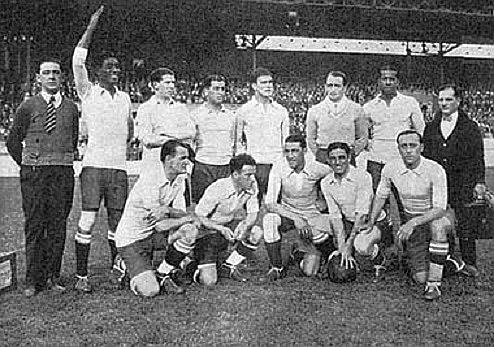
Az 1928-ban olimpiát nyerő uruguayi válogatott.

1924-ben az uruguayi válogatott elutazott a Párizsban rendezett olimpiai játékokra, ezzel ők lettek az első Dél-amerikai csapat, aki részt vett az olimpián. A korszak európai stílusával ellentétben, rövid passzos játékkal minden meccsüket megnyerve lettek olimpiai bajnokok. A döntőben Svájcot győzték le 3-0 arányban. Az 1928. évi nyári olimpiai játékokon Amszterdamban a címvédésre készültek és ismét sikerült megnyerni az aranyérmet a dél-amerikai vetélytárs Argentína ellen 2–1-re. Ugyanebben az évben a FIFA kongresszusán eldőlt, hogy megrendezésre kerül a történelem legelső labdarúgó-világbajnoksága.
Az 1930-as világbajnokság házigazda szerepére a kétszeres olimpiai bajnok Uruguay lett kiválasztva. Ebben az évben ünnepelte az ország függetlensége kivívásának 100. évfordulóját, melynek tiszteletére megépítették az Estadio Centenariót. A torna során a hazaiak valamennyi mérkőzésüket megnyerték. A döntő félidejében 2-1-re vezettek az argentinok, de végül Uruguay 4-2-re fordított és megnyerte az első világbajnokságot. Az uruguayiak vb-t nyerő csapata a következő volt: Ballesteros, Nasazzi, Mascheroni, José Andrade, Álvaro Gestido, Fernández, Scarone, Cea, Dorado, Castro, Iriarte. A csapat vezetőedzője Alberto Suppici volt. Több európai ország visszautasította a részvételt a nagy távolságra és a útiköltségekre hivatkozva. Ez az Uruguayi labdarúgó-szövetséget arra ösztönözte, hogy nem vettek részt a négy évvel későbbi 1934-es labdarúgó-világbajnokságon, amit Olaszországban rendeztek. 1938-ban Franciaországot választották a torna gazdájává egy néhány évvel korábbi megegyezéssel ellentétben, miszerint felváltva lesz világbajnokság Dél-Amerikában és Európában. E miatt Uruguay ismét nem volt hajlandó részt venni. 1935-ben hetedik, 1942-ben pedig a nyolcadik győzelmüket szerezték a Dél-amerikai bajnokságon.

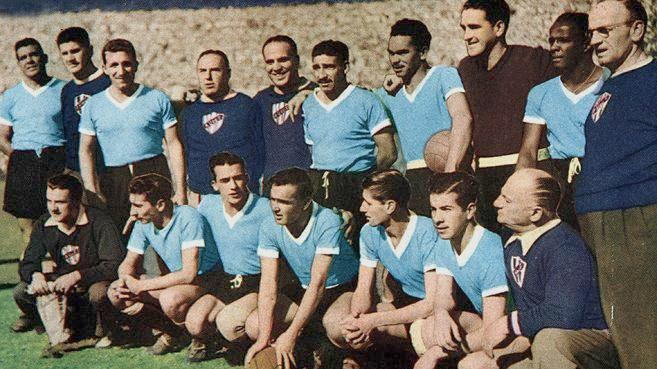
Az 1950-ben világbajnoki címet szerző válogatott.

A második világháború után, 1950-ben rendeztek ismét világbajnokságot. Uruguay Juan López Fontana szövetségi kapitány irányításával 2. világbajnoki címét szerezte, miután a Maracanã Stadionban nagy meglepetésre legyőzték a hazai pályán játszó brazil válogatottat 2-1-re. Az összecsapást azóta is "Maracanazo" (Maracana-csapás) néven emlegetik. A döntőben az uruguayiak kezdőcsapata a következő volt: Máspoli, González, Tejera, Gambetta, Varela, Andrade, Ghiggia, Pérez, Míguez, Schiaffino, Morán

### 1954–1979
Az 1954-es világbajnokságon a negyedik helyen végeztek, miután az elődöntőben Magyarország ellen 4–2-s, a bronzmérkőzésen Ausztria ellen 3–1-s vereséget szenvedtek. Ezt követően a válogatott teljesítménye a korábbi sikeres időszakokhoz képest visszaesett. Ugyan megnyerték az 1956-os és az 1959-es ecuadori Dél-amerikai bajnokságot, de az 1958-as világbajnokságra nem jutottak ki. A selejtezőcsoportjukban 1 ponttal lemaradva Paraguay mögött végeztek. Az 1962-es világbajnokságon visszatértek, de már a csoportkör után búcsúzni kényszerültek. Az 1966-os világbajnokságon a negyeddöntőben kaptak ki az NSZK-tól 4–0-ra. 1967-ben megszerezték történetük tizenegyedik Dél-amerikai bajnoki címét. Az 1970-es világbajnokságon ismét bejutottak az elődöntőbe, ahol a későbbi világbajnok Brazíliával találkoztak. Luis Cubilla góljával az uruguayiak szereztek vezetést, de a braziloknak sikerült fordítani és végül 3–1-re nyerték a párharcot. A harmadik helyért rendezett mérkőzésen 1–0-s vereséget szenvedtek az NSZK ellen, így 1954 után ismét a negyedik helyen végeztek a világbajnokságon. Az 1970-es évek az uruguayi válogatott történetének egyik legeredménytelenebb időszaka volt. Ebben az is közrejátszott, hogy 1967 és 1975 között nem rendeztek egyetlen Dél-amerikai bajnokságot sem. Az 1974-es világbajnokságon a csoportkör után kiestek, egy évvel később az 1975-ös Copa Américan (Innentől kezdve hívják Copa Américanak a sorozatot) a negyedik helyen végeztek, az 1978-as világbajnokságra nem jutottak ki.

### 1980–1999

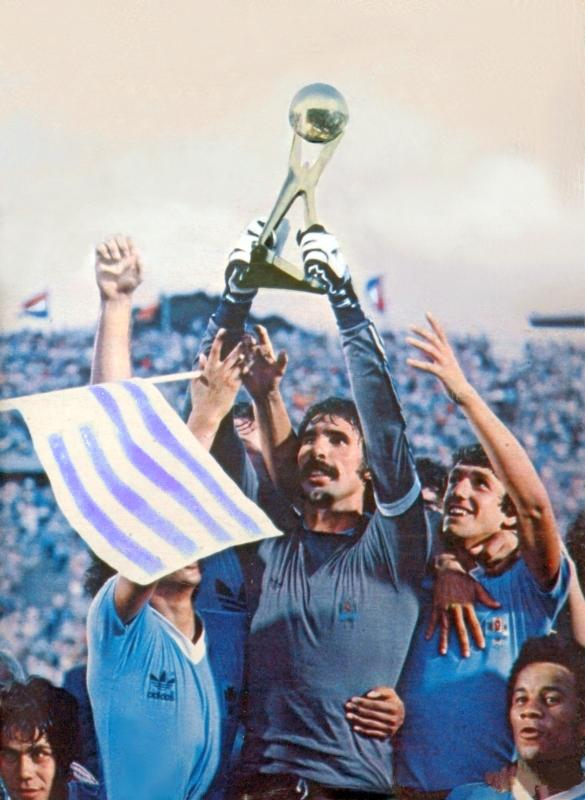
Az uruguayi kapus Rodolfo Rodríguez emeli magasba a Mundialito trófeáját.

A következő nagy sikerüket 1980-ban érték el, amikor megnyerték 1980-as Mundialitót, amit a labdarúgó-világbajnokságok 50. évfordulója alkalmából rendeztek meg. A siker ellenére lemaradtak az 1982-es világbajnokságról. Egy új generáció volt születőben a 80-as években, mindezt jelezte az 1983-as és 1987-es Copa América siker. A korszak egyik legismertebb uruguayi játékosa Enzo Francescoli volt, akinek vezérletével részt vettek az 1986-os és 1990-es világbajnokságra. Mindkét alkalommal a nyolcaddöntőig jutottak. Előbbin Argentínától kaptak ki 1–0-ra, utóbbin a házigazda Olaszország ellen szenvedtek 2–0-s vereséget és kiestek.
Az 1994-es és az 1998-as világbajnokságra nem sikerült kijutniuk, azonban némi vigaszt jelentett az 1995-ös Copa América győzelem. Ez volt Francescoli utolsó tornája és ezután lemondta a válogatottságot. Uruguay ezzel a tizennegyedik győzelmét szerezte a Copak történetében, amivel egyenlítette Argentínával szemben a sikerek számában. Az évtized végén még egy ezüstérmet szereztek, miután az 1999-es Copa América döntőjében 3–0-ra kikaptak Brazíliától.

### 2000-es évek
A 2002-es világbajnokság selejtezőiben Uruguay az ötödik helyen végzett, ami pótselejtezőt ért. A óceániai térség győztesével Ausztráliával játszottak. Az első mérkőzésen 1–0-ra kikaptak idegenben, de a montevideoi visszavágón 3–0-ra győztek, ennek eredményeként tizenkét év után ismét kijutottak a világbajnokságra. A tornán Dániával, Franciaországgal és Szenegállal kerültek egy csoportba. Első mérkőzésükön Dániától 2–1-s vereséget szenvedtek. Ezt követően Franciaország ellen 0–0-s, Szenegál ellen 3–3-s döntetlent játszottak, így az Álvaro Recoba, Darío Silva, Diego Forlán és Paolo Montero fémjelezte válogatott már a csoportkörben kiesett.
A 2006-os vb selejtezőiben ismét az ötödik pótselejtezőt érő helyen végeztek és ismét Ausztráliával kellett megmérkőzniük a világbajnoki részvételért. Ezúttal mindkét mérkőzés 1–0-s győzelemmel ért véget, ezért a büntetők határoztak, melyben az ausztrálok bizonyultak jobbnak 4–2 arányban.
A 2010-es világbajnokság selejtezőiben ugyancsak az ötödik helyen végeztek és ismét pótselejtezőt játszottak, de ezúttal a CONCACAF-zónát képviselő Costa Rica ellen. Az első találkozón idegenben győztek 1–0-ra Diego Lugano góljával, a visszavágó 1–1-s döntetlennel ért véget. Az uruguayiak gólját Sebastián Abreu szerezte.
A Luis Suárez, Diego Forlán, Edinson Cavani támadóhármas által képviselt válogatott végül a negyedik helyen zárta a tornát. A sorsolást követően a házigazda Dél-Afrika, Franciaország és Mexikó társaságában az A csoportba kerültek. Franciaország ellen 0–0-s döntetlennel nyitották a tornát. Ezt követően Dél-Afrikát 3–0-ra, Mexikót 1–0-ra verték, így csoportelsőként jutottak tovább a nyolcaddöntőbe, ahol Dél-Koreát Luis Suárez két góljával győzték le 2–1-re. A negyeddöntőben Ghánával találkoztak és a rendes játékidő, illetve a hosszabbítás után 1–1-s döntetlent játszottak. Következtek a büntetők, amit 4–2-re az uruguayiak nyertek. Hosszú idő után újra bejutottak a legjobb négy közé. Az elődöntőben Hollandiától 3–2-re kikaptak, majd ugyanilyen arányban elveszítették a bronzmérkőzést is Németország ellen. Diego Forlán 5 góllal a német Thomas Müller, a holland Wesley Sneijder és a spanyol David Villa mellett társgólkirálya lett a tornának.
1950 és 2010 között hatszor hódították el a Copa América serleget. Amikor Uruguayban rendezték a Copa Américat, eddig 7 alkalommal mindig hazai győzelem született. A 2011-es Copa Américán bejutottak a döntőbe, ahol Luis Suárez és Diego Forlán góljaival legyőzték Paraguayt 3–0-ra. Eddig összesen 15 dél-amerikai kontinenstornát nyertek, amivel vezetik a győzelmek rangsorát. Luis Suárezt a torna legjobb játékosának is megválasztották.

### 2014 és 2019 közötti időszak

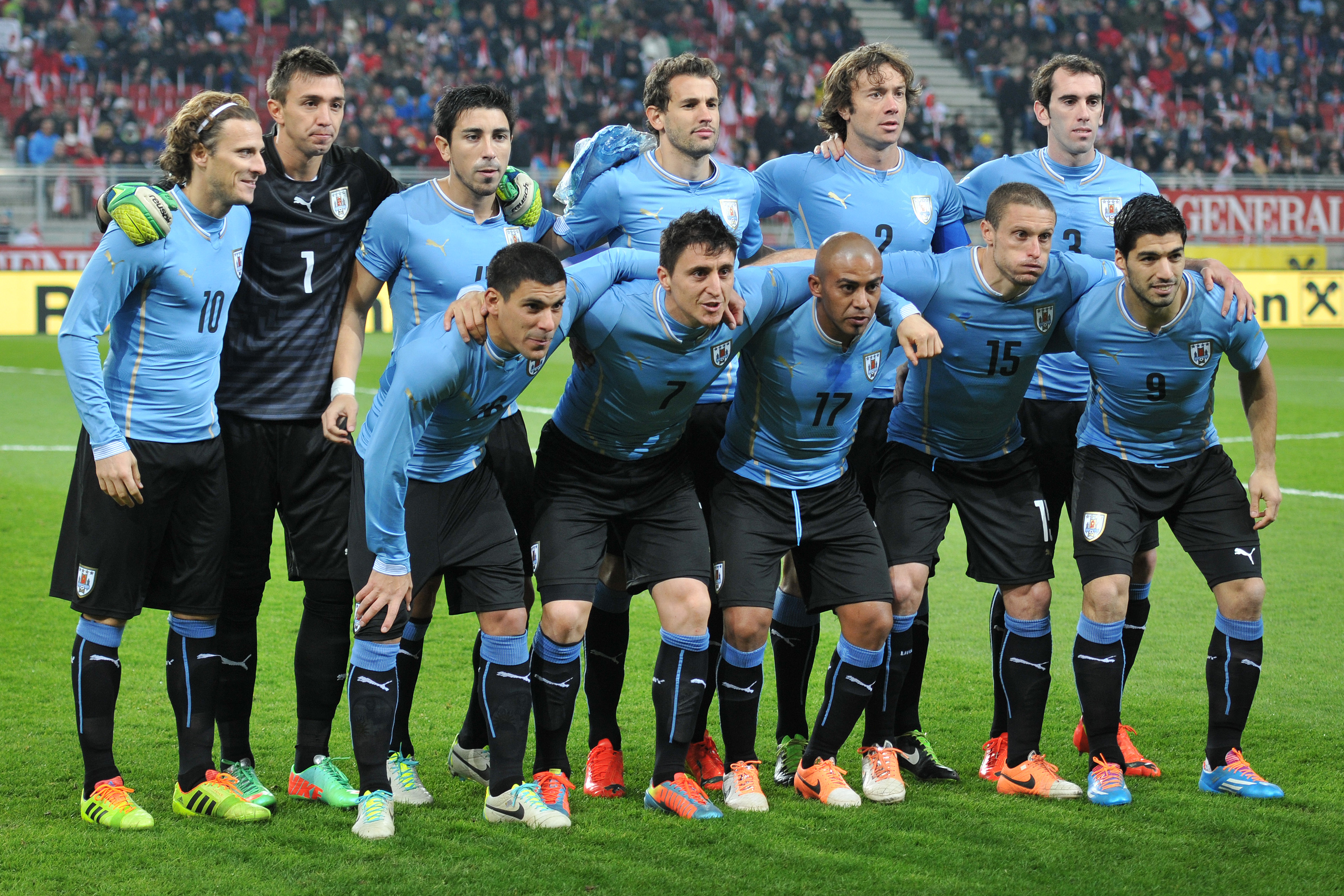
Az uruguayi válogatott 2014 márciusában.

A 2014-es világbajnokság selejtezőinek CONMEBOL-zónájában sorozatban negyedszer is az ötödik helyen végeztek. A világbajnoki részvételért Interkontinentális pótselejtezőt játszottak Jordánia ellen. A párharc gyakorlatilag az első találkozón eldőlt, miután idegenben 5–0-ra győzött Uruguay, így a visszavágó már csak formalitás volt és 0–0-val ért véget.
A világbajnokságon Anglia, Costa Rica és Olaszország társaságában a D csoportba kerültek a sorsolást követően. A tornát Costa Rica ellen kezdték. Edinson Cavani tizenegyesből megszerezte a vezetést Uruguay számára, de a Costa Ricaiak fordítottak és végül 3–1-s győztek. A második mérkőzésükön javítottak és Luis Suárez góljaival Angliát legyőzték 2–1-re. Olaszország ellen Diego Godín találatával sikerült győzniük 1–0-ra, így bejutottak a nyolcaddöntőbe. A legjobb tizenhat között Kolumbiával találkoztak és 2–0-s vereséget szenvedtek és kiestek.
A 2015-ös és a 2016-os Copa Américán nélkülözniük kellett a csapat legeredményesebb játékosát az eltiltott Luis Suárezt. 2015-ben a negyeddöntőig jutottak, ahol Chilétől kaptak ki 1–0-ra, 2016-ban nem jutottak tovább a csoportkörből. A 2018-as világbajnokságon a házigazda Oroszország, Egyiptom és Szaúd-Arábia társaságában az A csoportban szerepeltek. Egyiptomot José María Giménez verték 1–0-ra az első mérkőzésen. Szaúd-Arábiát Luis Suárez góljával győzték le 1–0-ra. Oroszország ellen 3–0-ra nyertek és a csoport első helyén jutottak tovább az egyenes kieséses szakaszba. A nyolcaddöntőben Portugáliával találkoztak, ahol Edinson Cavani duplájával 2–1-re legyőzték Portugáliát. A negyeddöntőt elveszítették 2–0-ra Franciaország ellen és kiestek. A 2019-es Copa Américán a negyeddöntőben Peruval találkoztak. A rendes játékidőben és a hosszabbításban sem született gól, így a büntetőrúgások döntöttek, amiben 5–4 arányban Peru bizonyult jobbnak.

### 2020-as évek
A 2021-es Copa Américán a csoportkör déli zónájában (A csoport) 1–0-ra kikaptak Argentínától, majd 1–1-es döntetlent játszottak Chilével. A folytatásban Bolíviát 2–0-ra, Paraguayt 1–0-ra  győzték le. A negyeddöntőben büntetőrúgásokat követően Kolumbia ellen búcsúztak a tornától.
A 2022-es világbajnokság dél-amerikai selejtezőiben Brazília és Argentína mögött a második helyen végeztek és kijutottak a katari világbajnokságra. A sorsolást követően Dél-Korea, Ghána és Portugália társaságában a H csoportba kerültek. Dél-Korea ellen egy 0–0-ás döntetlennel kezdték a tornát. A Portugália elleni találkozót elveszítették 2–0-ra. A harmadik csoportmérkőzésen Giorgian De Arrascaeta duplájával legyőzték 2–0-ra Ghánát, de kevesebb rúgott gól miatt nem jutottak tovább a csoportkörből.

## Stadion

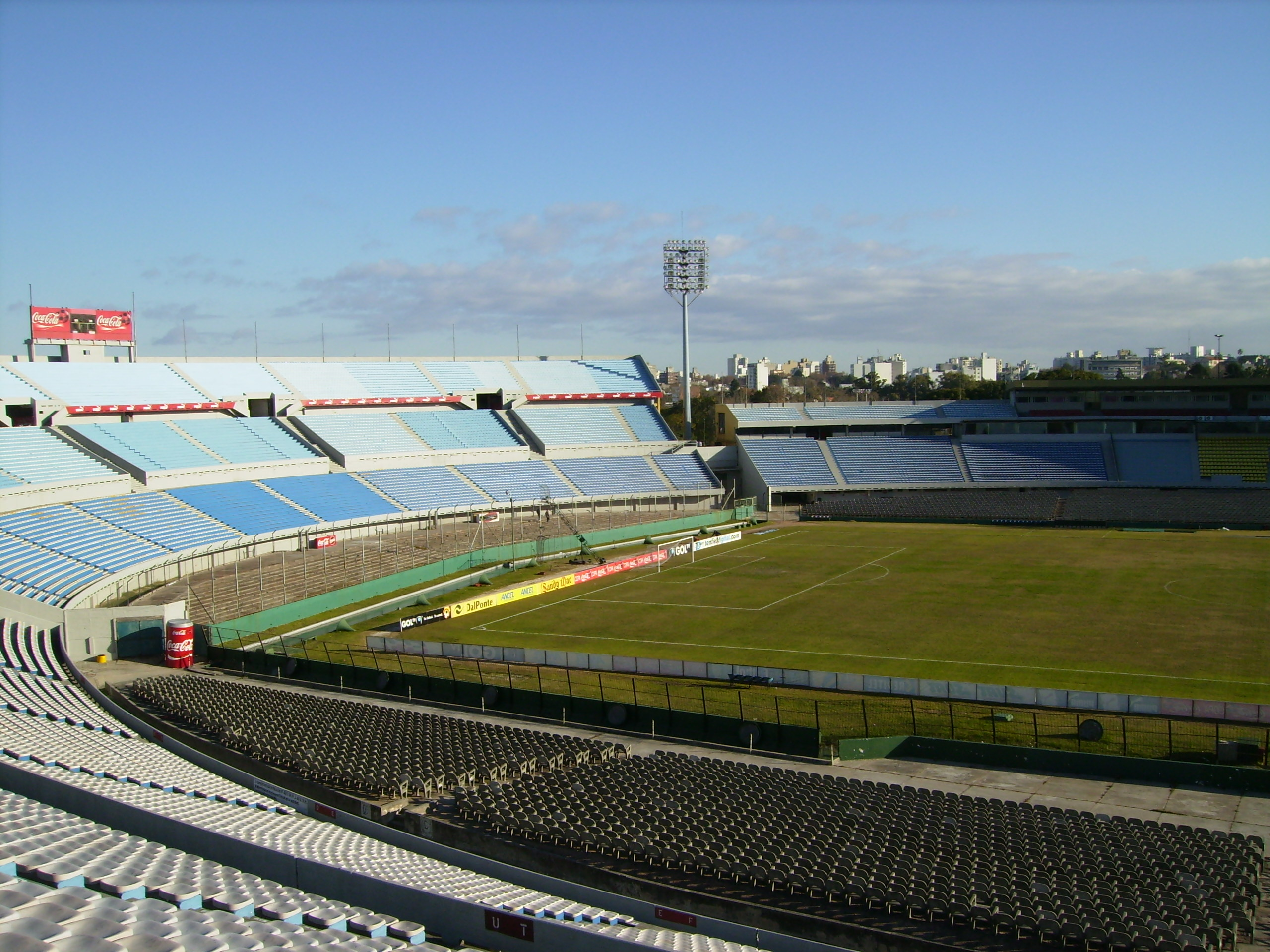
Estadio Centenario

1930 óta a válogatott hivatalos otthona az Estadio Centenario Montevideóban. A stadiont az uruguayi függetlenség centenáriumára építették és 100000-es befogadóképességgel nyitotta meg kapuit. A stadionban több meccset is rendeztek az 1930-as labdarúgó-világbajnokságon, köztük a döntőt is, amelyre 93000-en voltak kíváncsiak.
A nézettség a mérkőzések tétjétől és fontosságától függött. Világbajnoki selejtezőkre gyakran összejött 60-70 ezer néző, de előfordult amikor egy barátságos mérkőzésen mindössze 20000-en jöttek össze.

## Nemzetközi eredmények
Világbajnokság
- Világbajnok: 2 alkalommal (1930, 1950)
- 4. hely: 3 alkalommal (1954, 1970, 2010)

Copa América
- Győztes: 15 alkalommal (1916, 1917, 1920, 1923, 1924, 1926, 1935, 1942, 1956, 1959, 1967, 1983, 1987, 1995, 2011)
- Ezüstérmes: 6 alkalommal (1919, 1927, 1939, 1941, 1989, 1999)
- Bronzérmes: 8 alkalommal (1921, 1922, 1929, 1937, 1947, 1953, 1957, 2004)

Konföderációs kupa
- 4. hely: 2 alkalommal (1997, 2013)

 Olimpiai játékok
- Olimpiai bajnok: 2 alkalommal (1924, 1928)

Mundialito
- Győztes: (1980)

Artemio Franchi-trófea
- Döntős: 1 alkalommal (1985)

Pánamerikai játékok
- Győztes: 2 alkalommal (1983, 2015)

Copa Lipton
- Győztes: 12 alkalommal (1905, 1910, 1911, 1912, 1919, 1922, 1923, 1924, 1927, 1929, 1957, 1973)

Copa Newton
- Győztes: 10 alkalommal (1912, 1913, 1915, 1917, 1919, 1920, 1922, 1929, 1930, 1968)

Copa Río Branco
- Győztes: 4 alkalommal 1940, 1946, 1948, 1967

| Év       | Eredmény                      | Hely                          | M                             | GY                            | D                             | V                             | RG                            | KG                            |
| -------- | ----------------------------- | ----------------------------- | ----------------------------- | ----------------------------- | ----------------------------- | ----------------------------- | ----------------------------- | ----------------------------- |
| 1930     | Világbajnok                   | 1                             | 4                             | 4                             | 0                             | 0                             | 15                            | 3                             |
| 1934     | Visszautasította a részvételt | Visszautasította a részvételt | Visszautasította a részvételt | Visszautasította a részvételt | Visszautasította a részvételt | Visszautasította a részvételt | Visszautasította a részvételt | Visszautasította a részvételt |
| 1938     | Visszautasította a részvételt | Visszautasította a részvételt | Visszautasította a részvételt | Visszautasította a részvételt | Visszautasította a részvételt | Visszautasította a részvételt | Visszautasította a részvételt | Visszautasította a részvételt |
| 1950     | Világbajnok                   | 1                             | 4                             | 3                             | 1                             | 0                             | 15                            | 5                             |
| 1954     | Elődöntő                      | 4.                            | 5                             | 3                             | 0                             | 2                             | 16                            | 9                             |
| 1958     | Nem jutott be                 | Nem jutott be                 | Nem jutott be                 | Nem jutott be                 | Nem jutott be                 | Nem jutott be                 | Nem jutott be                 | Nem jutott be                 |
| 1962     | Csoportkör                    | 13                            | 3                             | 1                             | 0                             | 2                             | 4                             | 6                             |
| 1966     | Negyeddöntő                   | 7                             | 4                             | 1                             | 2                             | 1                             | 2                             | 5                             |
| 1970     | Elődöntő                      | 4.                            | 6                             | 2                             | 1                             | 3                             | 4                             | 5                             |
| 1974     | Csoportkör                    | 13.                           | 3                             | 0                             | 1                             | 2                             | 1                             | 6                             |
| 1978     | Nem jutott be                 | Nem jutott be                 | Nem jutott be                 | Nem jutott be                 | Nem jutott be                 | Nem jutott be                 | Nem jutott be                 | Nem jutott be                 |
| 1982     | Nem jutott be                 | Nem jutott be                 | Nem jutott be                 | Nem jutott be                 | Nem jutott be                 | Nem jutott be                 | Nem jutott be                 | Nem jutott be                 |
| 1986     | Nyolcaddöntő                  | 16                            | 4                             | 0                             | 2                             | 2                             | 2                             | 8                             |
| 1990     | Nyolcaddöntő                  | 16                            | 4                             | 1                             | 2                             | 1                             | 2                             | 5                             |
| 1994     | Nem jutott be                 | Nem jutott be                 | Nem jutott be                 | Nem jutott be                 | Nem jutott be                 | Nem jutott be                 | Nem jutott be                 | Nem jutott be                 |
| 1998     | Nem jutott be                 | Nem jutott be                 | Nem jutott be                 | Nem jutott be                 | Nem jutott be                 | Nem jutott be                 | Nem jutott be                 | Nem jutott be                 |
| 2002     | Csoportkör                    | 26                            | 3                             | 0                             | 2                             | 1                             | 4                             | 5                             |
| 2006     | Nem jutott be                 | Nem jutott be                 | Nem jutott be                 | Nem jutott be                 | Nem jutott be                 | Nem jutott be                 | Nem jutott be                 | Nem jutott be                 |
| 2010     | 4. hely                       | 4                             | 7                             | 3                             | 2                             | 2                             | 11                            | 8                             |
| 2014     | Nyolcaddöntő                  | 12                            | 4                             | 2                             | 0                             | 2                             | 4                             | 6                             |
| 2018     | Negyeddöntő                   | 5                             | 5                             | 4                             | 0                             | 1                             | 7                             | 3                             |
| Összesen | Világbajnok                   | 12/21                         | 56                            | 25                            | 12                            | 20                            | 87                            | 74                            |

| Év       | Eredmény      | Hely          | M             | Gy            | D             | V             | Rg            | Kg            |
| 1992     | Nem jutott be | Nem jutott be | Nem jutott be | Nem jutott be | Nem jutott be | Nem jutott be | Nem jutott be | Nem jutott be |
| 1995     | Nem jutott be | Nem jutott be | Nem jutott be | Nem jutott be | Nem jutott be | Nem jutott be | Nem jutott be | Nem jutott be |
| 1997     | Elődöntő      | 4.            | 5             | 3             | 0             | 2             | 8             | 6             |
| 1999     | Nem jutott be | Nem jutott be | Nem jutott be | Nem jutott be | Nem jutott be | Nem jutott be | Nem jutott be | Nem jutott be |
| 2001     | Nem jutott be | Nem jutott be | Nem jutott be | Nem jutott be | Nem jutott be | Nem jutott be | Nem jutott be | Nem jutott be |
| 2003     | Nem jutott be | Nem jutott be | Nem jutott be | Nem jutott be | Nem jutott be | Nem jutott be | Nem jutott be | Nem jutott be |
| 2005     | Nem jutott be | Nem jutott be | Nem jutott be | Nem jutott be | Nem jutott be | Nem jutott be | Nem jutott be | Nem jutott be |
| 2009     | Nem jutott be | Nem jutott be | Nem jutott be | Nem jutott be | Nem jutott be | Nem jutott be | Nem jutott be | Nem jutott be |
| 2013     | Elődöntő      | 4.            | 5             | 2             | 1             | 2             | 14            | 7             |
| 2017     | Nem jutott be | Nem jutott be | Nem jutott be | Nem jutott be | Nem jutott be | Nem jutott be | Nem jutott be | Nem jutott be |
| Összesen | Elődöntő      | 2/10          | 10            | 5             | 1             | 4             | 22            | 13            |

| Dél-Amerika bajnokság | Dél-Amerika bajnokság | Dél-Amerika bajnokság | Dél-Amerika bajnokság | Dél-Amerika bajnokság | Dél-Amerika bajnokság | Dél-Amerika bajnokság | Dél-Amerika bajnokság | Dél-Amerika bajnokság |
| Év                    | Eredmény              | Hely                  | M                     | Gy                    | D                     | V                     | RG                    | KG                    |
| --------------------- | --------------------- | --------------------- | --------------------- | --------------------- | --------------------- | --------------------- | --------------------- | --------------------- |
| 1916                  | Győztes               | 1.                    | 3                     | 2                     | 1                     | 0                     | 06                    | 01                    |
| 1917                  | Győztes               | 1.                    | 3                     | 3                     | 0                     | 0                     | 09                    | 0                     |
| 1919                  | Második hely          | 2.                    | 3                     | 2                     | 1                     | 0                     | 07                    | 04                    |
| 1920                  | Győztes               | 1.                    | 3                     | 2                     | 1                     | 0                     | 09                    | 02                    |
| 1921                  | Harmadik hely         | 3.                    | 3                     | 1                     | 0                     | 2                     | 03                    | 04                    |
| 1922                  | Harmadik hely         | 3.                    | 4                     | 2                     | 1                     | 1                     | 03                    | 01                    |
| 1923                  | Győztes               | 1.                    | 3                     | 3                     | 0                     | 0                     | 06                    | 01                    |
| 1924                  | Győztes               | 1.                    | 3                     | 2                     | 1                     | 0                     | 08                    | 01                    |
| 1925                  | Visszalépett          | Visszalépett          | Visszalépett          | Visszalépett          | Visszalépett          | Visszalépett          | Visszalépett          | Visszalépett          |
| 1926                  | Győztes               | 1.                    | 4                     | 4                     | 0                     | 0                     | 17                    | 02                    |
| 1927                  | Második hely          | 2.                    | 3                     | 2                     | 0                     | 1                     | 15                    | 03                    |
| 1929                  | Harmadik hely         | 3.                    | 3                     | 1                     | 0                     | 2                     | 04                    | 06                    |
| 1935                  | Győztes               | 1.                    | 3                     | 3                     | 0                     | 0                     | 06                    | 01                    |
| 1937                  | Harmadik hely         | 3.                    | 5                     | 2                     | 0                     | 3                     | 11                    | 14                    |
| 1939                  | Második hely          | 2.                    | 4                     | 3                     | 0                     | 1                     | 13                    | 05                    |
| 1941                  | Második hely          | 2.                    | 4                     | 3                     | 0                     | 1                     | 10                    | 01                    |
| 1942                  | Győztes               | 1.                    | 6                     | 6                     | 0                     | 0                     | 21                    | 02                    |
| 1945                  | Negyedik hely         | 4.                    | 6                     | 3                     | 0                     | 3                     | 14                    | 06                    |
| 1946                  | Negyedik hely         | 4.                    | 5                     | 2                     | 0                     | 3                     | 11                    | 09                    |
| 1947                  | Harmadik hely         | 3.                    | 7                     | 5                     | 0                     | 2                     | 21                    | 08                    |
| 1949                  | Hatodik hely          | 6.                    | 7                     | 2                     | 1                     | 4                     | 14                    | 20                    |
| 1953                  | Harmadik hely         | 3.                    | 6                     | 3                     | 1                     | 2                     | 15                    | 06                    |
| 1955                  | Negyedik hely         | 4.                    | 5                     | 2                     | 1                     | 2                     | 12                    | 12                    |
| 1956                  | Győztes               | 1.                    | 5                     | 4                     | 1                     | 0                     | 09                    | 03                    |
| 1957                  | Harmadik hely         | 3.                    | 6                     | 4                     | 0                     | 2                     | 15                    | 12                    |
| 1959                  | Hatodik hely          | 6.                    | 6                     | 2                     | 0                     | 4                     | 15                    | 14                    |
| 1959                  | Győztes               | 1.                    | 4                     | 3                     | 1                     | 0                     | 13                    | 01                    |
| 1963                  | Visszalépett          | Visszalépett          | Visszalépett          | Visszalépett          | Visszalépett          | Visszalépett          | Visszalépett          | Visszalépett          |
| 1967                  | Győztes               | 1.                    | 5                     | 4                     | 1                     | 0                     | 13                    | 02                    |
| Összesen              | 11 győzelem           | 27/29                 | 119                   | 75                    | 11                    | 33                    | 300                   | 141                   |

| Copa América | Copa América | Copa América | Copa América | Copa América | Copa América | Copa América | Copa América | Copa América |
| Év           | Eredmény     | Hely         | M            | Gy           | D            | V            | RG           | KG           |
| ------------ | ------------ | ------------ | ------------ | ------------ | ------------ | ------------ | ------------ | ------------ |
| 1975         | Elődöntő     | 4.           | 2            | 1            | 0            | 1            | 1            | 3            |
| 1979         | Csoportkör   | 6.           | 4            | 1            | 2            | 1            | 5            | 5            |
| 1983         | Győztes      | 1.           | 8            | 5            | 2            | 1            | 12           | 6            |
| 1987         | Győztes      | 1.           | 2            | 2            | 0            | 0            | 2            | 0            |
| 1989         | Döntő        | 2.           | 7            | 4            | 0            | 3            | 11           | 3            |
| 1991         | Csoportkör   | 5.           | 4            | 1            | 3            | 0            | 4            | 3            |
| 1993         | Negyeddöntő  | 6.           | 4            | 1            | 2            | 1            | 5            | 5            |
| 1995         | Győztes      | 1.           | 6            | 4            | 2            | 0            | 11           | 4            |
| 1997         | Csoportkör   | 9th          | 3            | 1            | 0            | 2            | 2            | 2            |
| 1999         | Döntő        | 2.           | 6            | 1            | 2            | 3            | 4            | 9            |
| 2001         | Elődöntő     | 4.           | 6            | 2            | 2            | 2            | 7            | 7            |
| 2004         | Elődöntő     | 3.           | 6            | 3            | 2            | 1            | 12           | 10           |
| 2007         | Elődöntő     | 4.           | 6            | 2            | 2            | 2            | 8            | 9            |
| 2011         | Győztes      | 1.           | 6            | 3            | 3            | 0            | 9            | 3            |
| 2015         | Negyeddöntő  | 7.           | 4            | 1            | 1            | 2            | 2            | 3            |
| 2016         | Csoportkör   | 11.          | 3            | 1            | 0            | 2            | 4            | 4            |
| 2019         | Negyeddöntő  | 6.           | 4            | 2            | 2            | 0            | 7            | 2            |
| 2021         | Negyeddöntő  | 5.           | 5            | 2            | 2            | 1            | 4            | 2            |
| 2024         | Folyamatban  | Folyamatban  | Folyamatban  | Folyamatban  | Folyamatban  | Folyamatban  | Folyamatban  | Folyamatban  |
| Összesen     | 4 győzelem   | 16/16        | 77           | 33           | 23           | 21           | 99           | 76           |

| Év       | Eredmény                | Hely                    | M                       | Gy                      | D                       | V                       | Rg                      | Kg                      |
| -------- | ----------------------- | ----------------------- | ----------------------- | ----------------------- | ----------------------- | ----------------------- | ----------------------- | ----------------------- |
| 1908     | Nem indult              | Nem indult              | Nem indult              | Nem indult              | Nem indult              | Nem indult              | Nem indult              | Nem indult              |
| 1912     | Nem indult              | Nem indult              | Nem indult              | Nem indult              | Nem indult              | Nem indult              | Nem indult              | Nem indult              |
| 1920     | Nem indult              | Nem indult              | Nem indult              | Nem indult              | Nem indult              | Nem indult              | Nem indult              | Nem indult              |
| 1924     | Olimpiai bajnok         | 1.                      | 5                       | 5                       | 0                       | 0                       | 20                      | 2                       |
| 1928     | Olimpiai bajnok         | 1.                      | 5                       | 4                       | 1                       | 0                       | 12                      | 5                       |
| 1932     | Nem volt labdarúgótorna | Nem volt labdarúgótorna | Nem volt labdarúgótorna | Nem volt labdarúgótorna | Nem volt labdarúgótorna | Nem volt labdarúgótorna | Nem volt labdarúgótorna | Nem volt labdarúgótorna |
| 1936     | Visszalépett            | Visszalépett            | Visszalépett            | Visszalépett            | Visszalépett            | Visszalépett            | Visszalépett            | Visszalépett            |
| 1948     | Nem jutott be           | Nem jutott be           | Nem jutott be           | Nem jutott be           | Nem jutott be           | Nem jutott be           | Nem jutott be           | Nem jutott be           |
| 1952     | Nem jutott be           | Nem jutott be           | Nem jutott be           | Nem jutott be           | Nem jutott be           | Nem jutott be           | Nem jutott be           | Nem jutott be           |
| 1956     | Nem jutott be           | Nem jutott be           | Nem jutott be           | Nem jutott be           | Nem jutott be           | Nem jutott be           | Nem jutott be           | Nem jutott be           |
| 1960     | Nem jutott be           | Nem jutott be           | Nem jutott be           | Nem jutott be           | Nem jutott be           | Nem jutott be           | Nem jutott be           | Nem jutott be           |
| 1964     | Nem jutott be           | Nem jutott be           | Nem jutott be           | Nem jutott be           | Nem jutott be           | Nem jutott be           | Nem jutott be           | Nem jutott be           |
| 1968     | Nem jutott be           | Nem jutott be           | Nem jutott be           | Nem jutott be           | Nem jutott be           | Nem jutott be           | Nem jutott be           | Nem jutott be           |
| 1972     | Nem jutott be           | Nem jutott be           | Nem jutott be           | Nem jutott be           | Nem jutott be           | Nem jutott be           | Nem jutott be           | Nem jutott be           |
| 1976     | Visszalépett            | Visszalépett            | Visszalépett            | Visszalépett            | Visszalépett            | Visszalépett            | Visszalépett            | Visszalépett            |
| 1980     | Nem jutott be           | Nem jutott be           | Nem jutott be           | Nem jutott be           | Nem jutott be           | Nem jutott be           | Nem jutott be           | Nem jutott be           |
| 1984     | Nem jutott be           | Nem jutott be           | Nem jutott be           | Nem jutott be           | Nem jutott be           | Nem jutott be           | Nem jutott be           | Nem jutott be           |
| 1988     | Nem jutott be           | Nem jutott be           | Nem jutott be           | Nem jutott be           | Nem jutott be           | Nem jutott be           | Nem jutott be           | Nem jutott be           |
| 1992     | Nem jutott be           | Nem jutott be           | Nem jutott be           | Nem jutott be           | Nem jutott be           | Nem jutott be           | Nem jutott be           | Nem jutott be           |
| 1996     | Nem jutott be           | Nem jutott be           | Nem jutott be           | Nem jutott be           | Nem jutott be           | Nem jutott be           | Nem jutott be           | Nem jutott be           |
| 2000     | Nem jutott be           | Nem jutott be           | Nem jutott be           | Nem jutott be           | Nem jutott be           | Nem jutott be           | Nem jutott be           | Nem jutott be           |
| 2004     | Nem jutott be           | Nem jutott be           | Nem jutott be           | Nem jutott be           | Nem jutott be           | Nem jutott be           | Nem jutott be           | Nem jutott be           |
| 2008     | Nem jutott be           | Nem jutott be           | Nem jutott be           | Nem jutott be           | Nem jutott be           | Nem jutott be           | Nem jutott be           | Nem jutott be           |
| 2012     | Csoportkör              | 9.                      | 3                       | 1                       | 0                       | 2                       | 2                       | 4                       |
| 2016     | Nem jutott be           | Nem jutott be           | Nem jutott be           | Nem jutott be           | Nem jutott be           | Nem jutott be           | Nem jutott be           | Nem jutott be           |
| Összesen | Olimpiai bajnok         | 3/25                    | 13                      | 10                      | 1                       | 2                       | 34                      | 11                      |

| Pánamerikai játékok | Pánamerikai játékok | Pánamerikai játékok | Pánamerikai játékok | Pánamerikai játékok | Pánamerikai játékok | Pánamerikai játékok | Pánamerikai játékok | Pánamerikai játékok |
| Év                  | Eredmény            | Hely                | M                   | Gy                  | D                   | V                   | Rg                  | Kg                  |
| ------------------- | ------------------- | ------------------- | ------------------- | ------------------- | ------------------- | ------------------- | ------------------- | ------------------- |
| 1951                | Nem vett részt      | Nem vett részt      | Nem vett részt      | Nem vett részt      | Nem vett részt      | Nem vett részt      | Nem vett részt      | Nem vett részt      |
| 1955                | Nem vett részt      | Nem vett részt      | Nem vett részt      | Nem vett részt      | Nem vett részt      | Nem vett részt      | Nem vett részt      | Nem vett részt      |
| 1959                | Nem vett részt      | Nem vett részt      | Nem vett részt      | Nem vett részt      | Nem vett részt      | Nem vett részt      | Nem vett részt      | Nem vett részt      |
| 1963                | Negyedik hely       | 4.                  | 4                   | 1                   | 0                   | 3                   | 4                   | 6                   |
| 1967                | Nem vett részt      | Nem vett részt      | Nem vett részt      | Nem vett részt      | Nem vett részt      | Nem vett részt      | Nem vett részt      | Nem vett részt      |
| 1971                | Nem vett részt      | Nem vett részt      | Nem vett részt      | Nem vett részt      | Nem vett részt      | Nem vett részt      | Nem vett részt      | Nem vett részt      |
| 1975                | Csoportkör          | 10.                 | 2                   | 0                   | 1                   | 1                   | 1                   | 2                   |
| 1979                | Nem vett részt      | Nem vett részt      | Nem vett részt      | Nem vett részt      | Nem vett részt      | Nem vett részt      | Nem vett részt      | Nem vett részt      |
| 1983                | Győztes             | 1.                  | 4                   | 4                   | 0                   | 0                   | 5                   | 1                   |
| 1987                | Nem vett részt      | Nem vett részt      | Nem vett részt      | Nem vett részt      | Nem vett részt      | Nem vett részt      | Nem vett részt      | Nem vett részt      |
| 1991                | Nem vett részt      | Nem vett részt      | Nem vett részt      | Nem vett részt      | Nem vett részt      | Nem vett részt      | Nem vett részt      | Nem vett részt      |
| 1995                | Nem vett részt      | Nem vett részt      | Nem vett részt      | Nem vett részt      | Nem vett részt      | Nem vett részt      | Nem vett részt      | Nem vett részt      |
| 1999                | Csoportkör          | 9.                  | 4                   | 0                   | 1                   | 3                   | 2                   | 9                   |
| 2003                | Nem vett részt      | Nem vett részt      | Nem vett részt      | Nem vett részt      | Nem vett részt      | Nem vett részt      | Nem vett részt      | Nem vett részt      |
| 2007                | Nem vett részt      | Nem vett részt      | Nem vett részt      | Nem vett részt      | Nem vett részt      | Nem vett részt      | Nem vett részt      | Nem vett részt      |
| 2011                | Elődöntő            | 3.                  | 5                   | 2                   | 1                   | 2                   | 6                   | 8                   |
| 2015                | Győztes             | 1.                  | 5                   | 4                   | 0                   | 1                   | 8                   | 2                   |
| 2019                | Folyamatban         | Folyamatban         | Folyamatban         | Folyamatban         | Folyamatban         | Folyamatban         | Folyamatban         | Folyamatban         |
| Összesen            | Győztes             | 6/17                | 24                  | 11                  | 3                   | 10                  | 26                  | 28                  |

## Mezek a válogatott története során
Kronológia
| 1889 · (Montevideo) | 1901 · (Albion FC) | 1901 - 1910 | 1901 - 1910 | 1901 - 1910 | 1901 - 1910 | 1901 - 1910 | 1910 - |

Hazai
| 1924-1928 | 1930-as vb | 1950-1954 | 1962 | 1963-1966 | 1970 | 1974 | 1980-1983 | 1986 | 1987-1989 |

| 1990 | 1992-1994 | 1995-1996 | 1997-1998 | 1999-2000 | 2001-2002 | 2002-2003 | 2004 | 2005 | 2006-2007 |

| 2008-2009 | 2010-2011 | 2011-2013 | 2013 | 2014-2015 | 2016 |

Idegenbeli
| 1950-1954 | 1962-1966 | 1970 | 1980-1983 | 1986 | 1987-1989 | 1990 | 1992-1994 | 1995-1997 | 1999-2000 |

| 2001-2002 | 2002-2003 | 2004 | 2005 | 2006-2007 | 2008-2009 | 2010-2011 | 2011-2013 | 2014-2015 | 2016 |  |

## Játékosok

### Jelenlegi keret
A  2022-es Világbajnokságra nevezett 26 fős keret.
A pályára lépések és gólok száma a 2022. szeptember 27-ei  Kanada elleni mérkőzés után lett frissítve.
|  | K  | Fernando Muslera       | 1986. június 16. (38 éves)    | 133 | 0  | Galatasaray          |  |  |
|  | K  | Sergio Rochet          | 1993. március 23. (31 éves)   | 8   | 0  | Nacional             |  |  |
|  | K  | Sebastián Sosa         | 1986. augusztus 19. (38 éves) | 1   | 0  | Independiente        |  |  |
|  |    |                        |                               |     |    |                      |  |  |
|  | V  | Diego Godín            | 1986. február 16. (39 éves)   | 159 | 8  | Vélez Sarsfield      |  |  |
|  | V  | Martín Cáceres         | 1987. április 7. (37 éves)    | 115 | 4  | LA Galaxy            |  |  |
|  | V  | José Giménez           | 1995. január 20. (30 éves)    | 78  | 9  | Atlético Madrid      |  |  |
|  | V  | Sebastián Coates       | 1990. október 7. (34 éves)    | 47  | 1  | Sporting             |  |  |
|  | V  | Matías Viña            | 1997. november 9. (27 éves)   | 26  | 0  | Roma                 |  |  |
|  | V  | Ronald Araújo          | 1999. március 7. (26 éves)    | 12  | 0  | Barcelona            |  |  |
|  | V  | Guillermo Varela       | 1993. március 24. (31 éves)   | 9   | 0  | Flamengo             |  |  |
|  | V  | Mathías Olivera        | 1997. október 31. (27 éves)   | 8   | 0  | Napoli               |  |  |
|  | V  | José Luis Rodríguez    | 1997. március 14. (28 éves)   | 0   | 0  | Nacional             |  |  |
|  |    |                        |                               |     |    |                      |  |  |
|  | KP | Matías Vecino          | 1991. augusztus 24. (33 éves) | 62  | 4  | Lazio                |  |  |
|  | KP | Rodrigo Bentancur      | 1997. június 25. (27 éves)    | 51  | 1  | Tottenham Hotspur    |  |  |
|  | KP | Federico Valverde      | 1998. július 22. (26 éves)    | 44  | 4  | Real Madrid          |  |  |
|  | KP | Giorgian De Arrascaeta | 1994. június 1. (30 éves)     | 40  | 8  | Flamengo             |  |  |
|  | KP | Lucas Torreira         | 1996. február 11. (29 éves)   | 40  | 0  | Galatasaray          |  |  |
|  | KP | Nicolás de la Cruz     | 1997. június 1. (27 éves)     | 17  | 2  | River Plate          |  |  |
|  | KP | Manuel Ugarte          | 2001. április 11. (23 éves)   | 6   | 0  | Sporting             |  |  |
|  |    |                        |                               |     |    |                      |  |  |
|  | CS | Luis Suárez            | 1987. január 24. (38 éves)    | 134 | 68 | Nacional             |  |  |
|  | CS | Edinson Cavani         | 1987. február 14. (38 éves)   | 133 | 58 | Valencia             |  |  |
|  | CS | Maxi Gómez             | 1996. augusztus 14. (28 éves) | 27  | 4  | Trabzonspor          |  |  |
|  | CS | Darwin Núñez           | 1999. június 24. (25 éves)    | 13  | 3  | Liverpool            |  |  |
|  | CS | Facundo Torres         | 2000. április 13. (24 éves)   | 10  | 0  | Orlando City         |  |  |
|  | CS | Facundo Pellistri      | 2001. december 20. (23 éves)  | 7   | 0  | Manchester United    |  |  |
|  | CS | Agustín Canobbio       | 1998. október 1. (26 éves)    | 3   | 0  | Athletico Paranaense |  |  |

## Válogatottsági rekordok
Az adatok 2022. december 2. állapotoknak felelnek meg.
- A még aktív játékosok félkövérrel vannak megjelölve.

### Legtöbbször pályára lépett játékosok

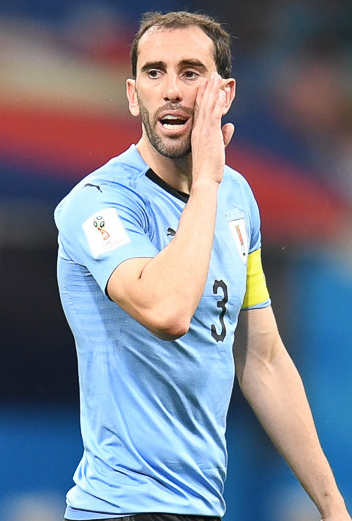
Diego Godín a válogatottsági rekorder 161 mérkőzéssel

| #  | Játékos            | Időszak   | Vál. | Gól |
| -- | ------------------ | --------- | ---- | --- |
| 1  | Diego Godín        | 2005–     | 161  | 8   |
| 2  | Luis Suárez        | 2007–     | 137  | 68  |
| 3  | Edinson Cavani     | 2008–     | 136  | 58  |
| 4  | Fernando Muslera   | 2009–     | 133  | 0   |
| 5  | Maxi Pereira       | 2005–2018 | 125  | 3   |
| 6  | Martín Cáceres     | 2007–     | 116  | 4   |
| 7  | Diego Forlán       | 2002–2014 | 112  | 36  |
| 8  | Cristian Rodríguez | 2003–2018 | 110  | 11  |
| 9  | Diego Lugano       | 2003–2014 | 95   | 9   |
| 10 | Egidio Arévalo     | 2006–2017 | 90   | 0   |

### Legtöbb gólt szerző játékosok

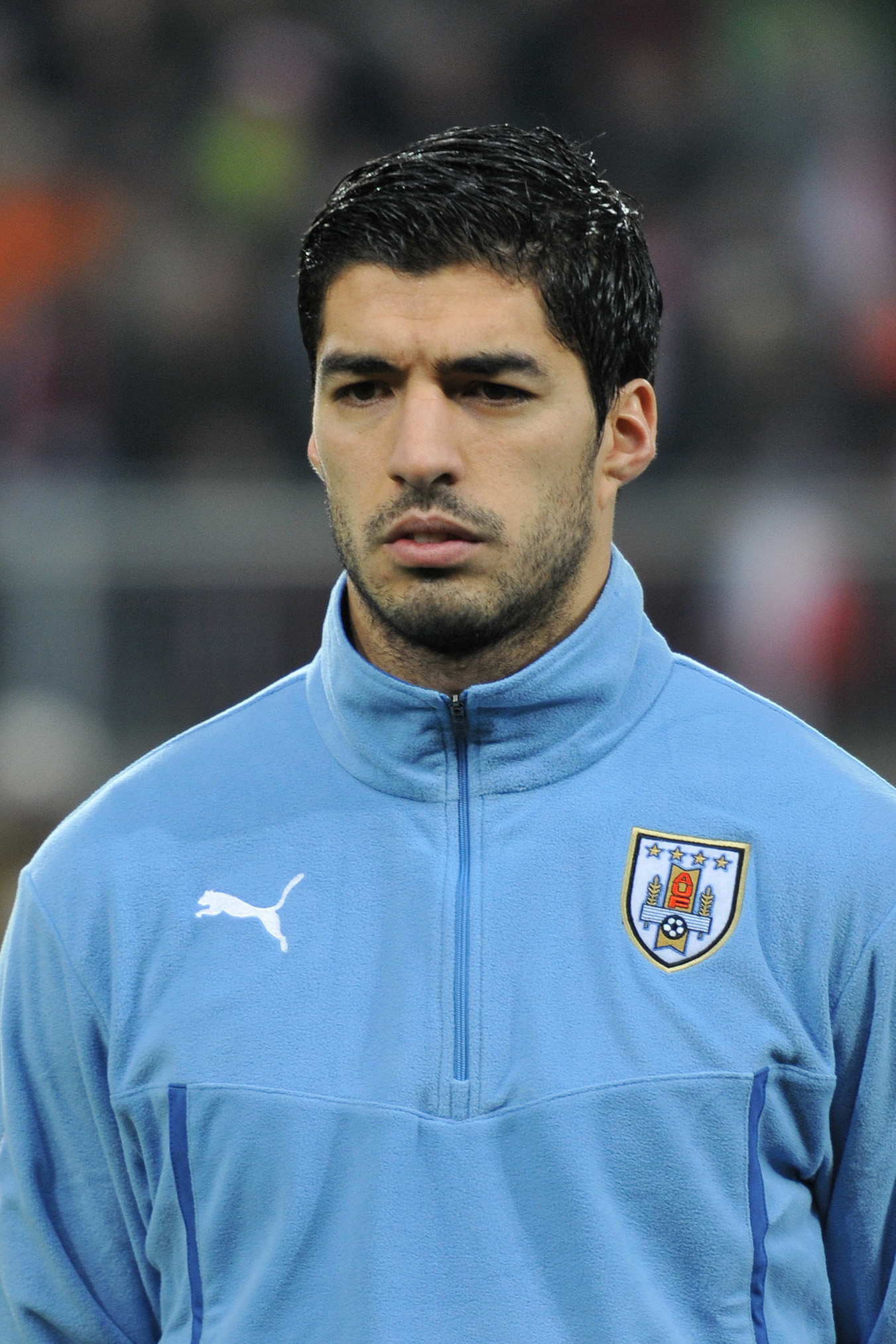
Luis Suárez 68 góllal az uruguayi válogatott legeredményesebb játékosa.

| # | Játékos         | Időszak   | Gól | Vál. | Arány |
| - | --------------- | --------- | --- | ---- | ----- |
| 1 | Luis Suárez     | 2007–     | 68  | 137  | 0.5   |
| 2 | Edinson Cavani  | 2008–     | 58  | 136  | 0.43  |
| 3 | Diego Forlán    | 2002–2014 | 36  | 112  | 0.32  |
| 4 | Héctor Scarone  | 1917–1930 | 31  | 52   | 0.6   |
| 5 | Ángel Romano    | 1913–1927 | 28  | 69   | 0.41  |
| 6 | Óscar Míguez    | 1950–1958 | 27  | 39   | 0.69  |
| 7 | Sebastián Abreu | 1996–2012 | 26  | 70   | 0.37  |
| 8 | Pedro Petrone   | 1923–1930 | 24  | 29   | 0.83  |
| 9 | Carlos Aguilera | 1982–1997 | 22  | 64   | 0.34  |
| 9 | Fernando Morena | 1971–1983 | 22  | 53   | 0.42  |

### Ismert játékosok
| - Carlos Aguilera - Fernando Álvez - José Leandro Andrade - Víctor Rodríguez Andrade - Pablo Bengoechea - Julio Montero Castillo - Javier Chevantón - Luis Cubilla - Víctor Hugo Diogo - Víctor Espárrago - Daniel Fonseca - Diego Forlán | - Enzo Francescoli - Alcides Ghiggia - Wálter Lopez - Diego Lugano - Roberto Matosas - Ladislao Mazurkiewicz - Oscar Miguez - Paolo Montero - Richard Morales - José Nasazzi - Omar Oscar Míguez - Rubén Paz | - Darío Pereyra - Pedro Petrone - Venancio Ramos - Álvaro Recoba - Ángel Romano - José Santamaría - Héctor Scarone - Juan Alberto Schiaffino - Darío Silva - Rubén Sosa - Obdulio Varela - Pedro Virgilio Rocha |